# Nyströmøya
Nyströmøya is een onbewoond eiland in de Straat Hinlopen in Spitsbergen. Het eiland maakt deel uit van Spitsbergse archipel Vaigattøyane. Nyströmøya heeft een oppervlakte van 7 km².